# Fuirena microcarpa
Fuirena microcarpa är en halvgräsart som beskrevs av Kaare Arnstein Lye. Fuirena microcarpa ingår i släktet Fuirena och familjen halvgräs. Inga underarter finns listade i Catalogue of Life.